# 円高不況
円高不況（えんだかふきょう）は、円相場の上昇（円高）に伴い日本国内の輸出産業や下請けなどその関連企業、あるいは輸入品と競合している産業が損害を被る結果発生する不景気の名称（通称）のことである。対義語は円高好況（円高景気）あるいは円安不況。

## メカニズム
円相場が円高に傾くと、日本国内における労働力などの生産要素の価格が国際的に見て高くなる。このコスト高になった結果、輸出財の競争力や収益力は低下することになり、輸出が減少して輸出企業やその下請けなど関連企業が打撃を受ける。一方で、輸入財は相対的に割安になるため国内生産の競合品より競争力が増し、国内生産を行っている企業の業績が悪化するとともに輸入が増加することとなる。輸出の減少と輸入の増加は純輸出を減少させ、GDPの縮小、すなわち景気の悪化を引き起こす。さらに、このような円高の問題を避けるために、企業の海外流出が活発化して長期的にも経済環境が悪化する。これらは貿易収支が赤字であるか黒字であるかによらないメカニズムであり、円高が問題となるのは日本が貿易黒字国であるためという考え方は誤りである。また、輸出企業そのものだけでなくその関連企業の業績も落ち込むので、輸出の規模が小さいから円高の影響も小さいと考えることも誤りである。加えて、実際の経済を分析する場合には、Jカーブ効果によって円高が起きた直後には貿易黒字の拡大が起きやすいことに注意が必要である。貿易黒字が一旦は拡大した後に、円高による価格変化に対応して輸出入数量が調整されるのに従って貿易黒字は縮小していく。よって、円高直後の貿易黒字拡大を見て円高の悪影響を過小評価してはならない。なお、上記のメカニズムは不況という景気循環を捉えるために、完全雇用が常には成り立たない短期について述べたものであり、長期には先決的な総投資と総貯蓄の差によって経常収支は規定される（→貯蓄投資バランス）。そして、そのような経常収支を達成するように為替は決定される。
上記の純輸出減少の問題に加えて、比較優位の理論から示されるように、輸出産業には国内において相対的に生産性の高い産業がなり、輸入産業には相対的に生産性の低い産業がなるため、円高は生産性の高い輸出企業が不利に晒されて生産活動を縮小したり、さらにはそのような企業が海外に拠点を移すことを促すことから、より中長期的にも深刻な問題となりえる。
円高による悪影響が、生産要素の価格が国際的に見て高くなることに起因する帰結として、円高に強い企業の体制作りとは、生産効率向上による必要人員の削減や海外移転など、日本の生産要素の使用を抑制する体制を作り上げることを意味する。そのため、仮に企業が円高への耐性を強めたとしても、雇用の減少や設備投資の日本から海外への振り替えなどの国全体における問題は解決しない。企業努力によってはあくまで企業の問題が解決するだけであり、日本にとっての円高問題の根本的解決策とはならないことに注意が必要である。

## 歴史
1970年代

対ドル為替レート（1950年以降）

実効為替レート（1970年以降）
数字が大きいほど円高

変動相場制移行後最初の円高不況は1971年（昭和46年）8月、ニクソン・ショック（ドル・ショック、ニクソン不況、第一次円高不況とも呼ばれる）の影響で引き起こされた。およそ4半世紀の間1ドル＝360円の固定レートが使われていたため収支計算には勿論その固定レートが用いられていたが、同年12月、スミソニアン協定により急なレートの変更（1ドル＝308円）が日本の輸出産業に与えた打撃は大きく、赤字を計上する企業が続出した。その後1973年（昭和48年）2月までの1年間は再び固定相場体制が採られたが、不安定かつ暫定的な体制であったため数次にわたる通貨危機が発生し、1973年（昭和48年）2月、遂には完全に変動相場制に移行することとなった。これにより日本円は信用の低下していた米ドルに対して急速に切り上げられ、一時1ドル＝260円台となり、再び輸出産業は大きな損害を被った。その後、同年10月に発生した第一次オイルショックをきっかけに、1ドル＝300円台にまで円安になったものの、1976年（昭和51年）から1978年（昭和53年）にかけて再び円高（ミニ不況、第二次円高不況）へ進行、1978年（昭和53年）には1ドル＝200円を切る状態となった。
1980年代
カーターショックがきっかけで、1979年（昭和54年）から、円安ドル高が進行している状態になり、1985年（昭和60年）初頭には、1ドル＝250円台となったが、ドル高による国際競争力の喪失を恐れたアメリカは、同年にG5を招集し、ニューヨークのプラザホテルにて会議を開き、諸国にドル安誘導を要請し各国はそれを承認した（プラザ合意）。1985年（昭和60年）9月時点で1ドル＝240円台で推移していた円相場は同年末には1ドル＝200円まで修正され、日本銀行による高目放置路線などの影響もあり、その後も一貫して円高ドル安状況が継続した。
1990年代
バブル景気時の1989年（昭和64/平成元年）には、円安傾向になったが、バブル崩壊時の1991年（平成3年）から再び円高傾向となり、1994年（平成6年）には、1ドル＝100円を突破、1995年（平成7年）3月からさらに加速し、4月19日には瞬間的に79円25銭を記録した。
2000年代
ITバブルまで円高が続いたものの、その後は小泉構造改革や米住宅・不動産バブルで円安になり、1ドル＝100円以上にまで推移し、1ドルが3桁円の状態が続き、2004年（平成16年） - 2007年（平成19年）前半まで円安期だった。しかし、2007年（平成19年）夏にサブプライムローン問題などで、円高が進行し、1ドル＝100円を再び突破した。その後も円高傾向は続き、2008年（平成20年）以降1ドル＝80円台後半から90円台あたりで上下するようになった。円安方向へ進んでいた実効為替レートも再び円高方向へとシフトした。
2010年代
2007年（平成19年）後半から円高状態となったが、連邦準備制度理事会が金融緩和策などを実施したことや欧州債務危機の影響、東日本大震災による円資金需要の強まりなどからより円高が進み、2011年（平成23年）3月17日には一時76円25銭をつけて最高値を更新した。1ドル＝80円台前半あたりで上下するようになった、円高傾向は進んでいたが、アメリカの財政問題が浮上すると、さらに円高が進行し、1ドル＝70円台後半あたりで上下するようになった（第四次円高不況）。これらの円高により、日本の製造業は再び大きな影響を受けている。その後は2013年（平成25年）、アベノミクスによる金融緩和政策により、1ドル＝80円台後半から一時は1ドル120円台にまで為替が変動した。